# Route nationale 745
Pour les articles homonymes, voir Route 745.
La route nationale 745 ou RN 745 était une route nationale française reliant Fontenay-le-Comte à Mazières-en-Gâtine. À la suite de la réforme de 1972, elle a été déclassée en RD 745.

## Ancien tracé de Fontenay-le-Comte à Mazières-en-Gâtine (D 745)
- Fontenay-le-Comte
- Saint-Hilaire-des-Loges
- Coulonges-sur-l'Autize
- Champdeniers-Saint-Denis
- Mazières-en-Gâtine